# Leonor da Escócia
Leonor da Escócia (Dunfermline, 26 de outubro de 1427 ou 1433 — Innsbruck, 20 de novembro de 1480) foi uma princesa da Escócia por nascimento. Ela foi arquiduquesa da Áustria e condessa de Tirol pelo seu casamento com Sigismundo da Áustria. Uma grande amante da literatura, Leonor também foi tradutora de livros, e na política, atuou ativamente como regente da Áustria e Tirol em nome do marido de 1455 a 1458, e novamente em 1467.

## Família
Leonor foi a quarta filha e sexta criança nascida do rei Jaime I da Escócia e de Joana Beaufort.
Os seus avós paternos foram o rei Roberto III da Escócia e Anabela Drummond. Os seus avós maternos foram João Beaufort, 1.º Conde de Somerset e Margarida Holland, uma descendente dos reis ingleses Henrique III e Eduardo I, filho de Henrique. João Beaufort, por sua vez, era neto do rei Eduardo III de Inglaterra, através do filho deste, João de Gante e de sua esposa, Catarina Swynford.
Leonor teve cinco irmãos mais velhos, que eram: Margarida, casada com o delfim Luís, futuro rei Luís XI de França, mas morreu antes de se tornar rainha; Isabel, esposa de Francisco I, Duque da Bretanha; Joana, nascida muda, que foi esposa de Jaime Douglas, 1.° Conde de Morton; Alexandre, Duque de Rothesay, que morreu antes de completar um ano de vida, e era irmão gêmeo do futuro rei Jaime II da Escócia, marido de Maria de Gueldres. Também teve duas irmãs mais novas: Maria, esposa de Volfardo VI de Borselen, Estatuder da Holanda, Frísia e da Zelândia, e Anabela, cujo primeiro casamento foi com Luís do Chipre, conde de Saboia, e depois foi esposa de Jorge Gordon, 2.° Conde de Huntly.
Após a morte de seu pai, a sua mãe se casou mais uma vez, com Jaime Stewart, conhecido como "o Cavaleiro Negro de Lorn", e teve mais três filhos: João Stewart, 1.° Conde de Atholl, Jaime Stewart, 1.° Conde de Buchan, e André Stewart, Bispo de Moray.

## Biografia
Leonor passou a maior parte de sua infância no Palácio de Linlithgow. Em 1445, Leonor e a irmã Joana, foram convidadas pela sua outra irmã, Isabel, que havia se casado com o duque da Bretanha, para ir para a França. Elas chegaram no país em agosto de 1445, apenas alguns dias após a morte de outra irmã, a princesa Margarida, em Châlon-sur-Marne, a esposa do delfim Luís. Margarida e Leonor compartilhavam de um grande amor pela literatura, o qual foi herdado do pai, Jaime I, cuja autoria do poema, "The Kingis Quair", é atribuída ao rei. 
Leonor passou os três anos seguintes na corte do rei Carlos VII de França, sob a tutelagem de Jeanne de Tucé. Em 1447, ela acompanhou a rainha Maria de Anjou, numa peregrinação até o Monte Saint-Michel.

### Influência política

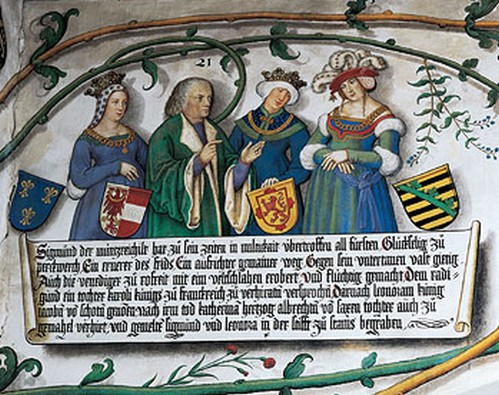
Pintura de um afresco em Habsburgersaal ("salão dos Habsburgos"), no Castelo de Tratzberg, em Jenbach, do arquiduque Sigismundo com a sua ex-noiva, a princesa Radegunda de França, sua primeira esposa, Leonor, e a segunda esposa, Catarina da Saxônia.

O seu pai desejava casá-la com o viúvo da irmã, Margarida, o delfim. Na corte, foi sugerido que ela se casasse com o imperador Frederico III do Sacro Império Romano-Germânico, mas ele acabou se casando com Leonor de Portugal. Em 1447, o rei francês recebeu uma proposta de casamento de Sigismundo da Áustria, a qual ele aceitou. O casamento por procuração ocorreu em 8 de setembro de 1448, em Beaumont, próximo a Chinon, em França. Eles se casaram de novo em 12 de fevereiro de 1449. O arquiduque era filho do duque Frederico IV da Áustria e de sua segunda esposa, Ana de Brunsvique-Luneburgo. Sigismundo era arquiduque da Áustria Anterior, e de 1446 a 1490, foi o governante de Tirol.
Não há evidências de que Leonor participava de política até a nomeação Nicolau de Cusa como Bispo de Brixen, em 1450. Após a sua eleição, a arquiduquesa frequentemente brigava com o bispo. A eleição ocorreu após a morte do bispo anterior, graças à interferência do Papa Nicolau V, pois ele acreditava que Sigismundo precisava de alguém que lhe desse bons conselhos. A intromissão do Papa e a nomeação do novo bispo foram vistas como uma violação dos direitos de Tirol, e portanto, acabou gerando uma tensão entre o bispo e o arquiduque Sigismundo. De 1452 a 1455, Nicolau interferiu no reino secular e usurpou a autoridade do arquiduque. Contudo, Sigismundo sabia que não podia revidar, pois Nicolau tinha o apoio do Papa e do primo de Sigsimundo, o imperador Frederico III. De 1456 a 1458, quando o marido partiu para a Áustria para negociar com o imperador Frederico a ameaça otomana, Leonor teve de lidar sozinha com as tensões com a regente. 

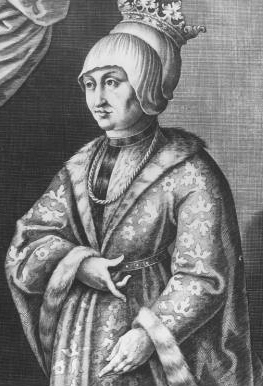
Ilustração da arquiduquesa Leonor.

Em 1456, o bispo levou a cabo muitas reformas que iam contra as tradições do país, como a proibição de usar armadura em feriados associados a Igreja. Além disso, ele também começou a comprar algumas das terras do arquiduque. Novamente, Sigismundo foi convocado em 1457, e novamente Leonor era regente na sua ausência. Ela provavelmente era inteligente e confiável aos olhos de Sigismundo, para que ele a deixasse encarregada da regência mais de uma vez. Durante o ano seguinte, Leonor demonstrou ser uma arquiduquesa astuta e independente. Ciente de que o Papa Calisto III poderia impor um interdito contra Sigismundo devido ao conflito com Nicolau de Cusa, Leonor passou a transferir grandes quantidades de terras para o seu nome. Tal ato mostra sua própria iniciativa, pois não há evidências comprovando que isso foi feito com a permissão do marido, pois, com ele longe, era difícil e demorado contatá-lo e pedir por isso; mais provavelmente foi uma medida preventiva. Nicolau começou a reunir um exército próprio, e, em abril de 1458, massacrou um regimento do exército fora da Abadia de Sonnenburg. Leonor, por sua vez, tomou as rédeas da situação. Em 1460, ela escreveu uma carta para o irmão, o rei Jaime II da Escócia, solicitando apoio diplomático. Leonor conseguiu pedir por apoio internacional de parentes para ajudá-la, porém, o seu irmão havia morrido há pouco tempo, e portanto, não lhe foi enviado auxílio. Por fim, a arquiduquesa teve participação ativa em levantar um exército, e conseguiu financiá-lo. Além de servir como defesa contra Nicolau, o exército também tinha o propósito de se preparar contra os otomanos.
Quando regente, além de estar envolvida ativamente em arrecadar dinheiro, armas e soldados, Leonor também possuía o próprio selo. Ela gostava de viajar e de caçar; em 1465, ela visitou várias fontes termais. 

### Papel na literatura
Após o retorno do marido em 1469, não havia mais a necessidade do envolvimento de Leonor na condução do reino, então ele se ocupou com a literatura, se tornando uma mecenas. Em 1473, o tradutor Heinrich Steinhöwel dedicou a sua tradução de "De mulieribus claris", de autoria de Giovanni Bocaccio, à arquiduquesa Leonor. É dito que ele fez isso porque a arquiduquesa da Áustria estava envolvida no começo do Humanismo no Renascimento do Norte.
A arquiduquesa também era uma tradutora; ela escrevia cartas em alemão, latim, francês e escocês. Os seus registros domésticos são relacionados a compra, cópia e encadernação de livros.
Leonor traduziu o livro Pontus und Sidonia do francês para o alemão, cuja fonte era uma balada em inglês chamada "King Horn", para "o prazer de seu Príncipe e Senhor Sigismundo"; porém, a tradução só foi publicada três anos após a sua morte, em 1483. É visto como um marco na história da prosa da literatura alemã. Baseado no número de edições impressas durante os séculos XVI e XVII, foi um livro popular. Uma cópia da tradução em alemão, preservada na biblioteca da cidade de Gota, contém a data de 1465. O livro passou por várias edições de 1480 a 1550. Leonor também revisou o texto; sua habilidade política e relacionamento conjugal são refletidos nas suas revisões no texto para aumentar o poder político das mulheres. Apenas as cortes com conselheiras mulheres eficientes retinham a sua estabilidade política. Sua ênfase na importância do desejo mútuo em casamentos aristocráticos pode ter se originado de sua próprio experiência com um casamento arranjado. Leonor, ao lado de Isabel de Lorena-Vaudémont, Condessa de Nassau-Sarbruque, são creditadas por introduzirem um novo gênero na literatura alemã, o romance em prosa. 
Em contrapartida, há o argumento de que Leonor apenas teria encomendado o livro, agindo como mecenas da obra, sem traduzir ela própria seu texto. Mesmo assim, ela contribuiu em muito com a literatura, pois deu início a tradução de textos com o apoio de mecenas mulheres sobre temas seculares. Além disso, o livro trouxe imagens da corte e estilo de vida franceses que influenciaram a corte de Leonor em Innsbruck. Até hoje esta tradução é usada como a principal da obra do francês para o alemão. 
Leonor faleceu em 20 de novembro de 1480, e foi enterrada na Abadia de Stams, em Tirol. Ela não teve filhos. 
O seu viúvo se casou com Catarina da Saxônia em 1484, mas não teve filhos.